# Michael Groechenig
Michael Groechenig (né le 2 juillet 1988) est un mathématicien autrichien qui travaille sur la géométrie arithmétique.

## Formation et carrière
Groechenig obtient son bachelor à l'École polytechnique fédérale de Zurich en 2009 et son doctorat à l'université d'Oxford en 2013 sous la direction de Tamás Hausel, avec une thèse intitulée « Autoduality of the Hitchin system and the Geometric Langlands Programme ». Il étudie ensuite à l'Imperial College de Londres et à l'Université libre de Berlin, et travaille à l'université de Toronto depuis 2018.

## Travaux
Il travaille sur les espaces de modules des faisceaux de Higgs et la fibre de Hitchin ; avec Dimitri Wyss et Paul Ziegler il prouve la conjecture de Hausel-Thaddeus et donne une nouvelle preuve du lemme  fondamental. Il travaille ensuite avec Hélène Esnault sur les systèmes locaux rigides et ils prouvent ensemble la conjecture entière de Simpson. Avec Shiyu Shen, il prouve un analogue en K-théorie algébrique de la conjecture de Hausel-Thaddeus et avec Oliver Braunling, il construit des classes de non-torsion dans la K-théorie de Zakharevich.

## Prix et distinctions
En 2022 il reçoit une bourse Sloan.
En 2024, il reçoit le prix New Horizons in Mathematics, « for contributions to the theory of rigid local systems and applications of p-adic integration to mirror symmetry and the fundamental lemma », et il est lauréat du prix Coxeter-James.

## Publications (sélection)
- avec Hélène Esnault : Rigid connections and F-isocrystals. Acta Math. 225, 103-158 (2020)
- avec Dimitri Wyss, Paul Ziegler : Geometric stabilisation via p-adic integration. JAMS 33, 807-873 (2020)
- avec Dimitri Wyss, Paul Ziegler : Mirror symmetry for moduli spaces of Higgs bundles via p-adic integration. Invent. Math.221, 505-596 (2020)
- avec Oliver Braunling : Classes in Zakharevich K-theory constructed from Quillen K-theory.
- avec Shiyu Shen : Complex K-theory of dual Hitchin systems.